# 第三政党制 (アメリカ合衆国)
第三政党制（だいさんせいとうせい、英: Third Party System）は、政治学者や歴史学者が使う政治モデルであり、アメリカ合衆国に存在した政党制の中でおおまかに1854年から1890年代半ばまでを画するものである。この期間には民族主義、近代化および人種の問題が大きな発展を見た。前の第二政党制と、後の第四政党制とは明らかな対照をなすもので定義できる。
この時代はまだ歴史の新しい共和党（グランドオールド党、略して"GOP"とも呼ばれた）が支配した。南北戦争の結果、共和党は連邦を救い、奴隷制度を廃止し、解放奴隷に選挙権を与えることに成功したことを主張し、一方、国定銀行、鉄道、高率関税、ホームステッド法、および公有地認可大学に対する援助など、ホイッグ党的な多くの近代化計画を採用していた。1874年から1892年までの選挙はほとんどがかなりの接戦だったが、民主党は大統領選挙で1856年、1884年および1892年の3回を制したに留まった。ただし、この期間にアメリカ合衆国下院で多数派になることが多かった。実際に学者の中には1876年の選挙が構図の再編期であり、レコンストラクション支持に対する破綻があったと見る者がいる。北部と西部の州は、接戦を続けたニューヨーク州とインディアナ州を除いて概ね共和党支持だった。1876年以降、民主党は「ソリッド・サウス」を支配した。

## 有権者の挙動
以前の第二政党制時代と同様に、第三政党制の時代も熱烈な有権者の関心、継続する高い投票率、断固とした党への忠誠心、候補者指名大会の重視、階層的な党組織、および猟官制度と呼ばれた党活動家に対する互恵として役人の職を体系的に利用する仕組みなどで特徴づけられる。人口5万人以上の大都市には区や市全体の政党ボスがおり、お得意さん、特に新しい移民の票に依存できていた。新聞は主要な対話手段であり続け、大多数の有権者がどちらかの党に密接に結びつけられていた。

## 二大政党の幅広い連衡
二大政党は幅広い支持基盤の連衡を創っていた。北部では、事業家、商店主、熟練技能者、事務員および専門職が共和党を支持し、また現代と同様に商売指向の農夫も支持していた。南部では、共和党が解放奴隷（新しく選挙権を得たアフリカ系アメリカ人）からの強い支持を得ていたが、地方の白人（スキャラワグ）や日和見主義のヤンキー（カーペットバッガー）が党を制御することが多かった。人種問題はリディーマーとして南部白人の大半を民主党に惹き付ける要因になった。民主党は保守的で企業よりのブルボン民主党と呼ばれた会派が主であり、1868年から1896年まで党全国大会を支配した。1896年はウィリアム・ジェニングス・ブライアンに大敗した年である。民主党の連衡相手は北部の伝統的民主党員（カパーヘッド）だった。これに南部のリディーマーと、カトリック系移民、特にアイルランド人とドイツ人が加わっていた。さらにニューイングランドの遠隔地やオハイオ川沿岸では非熟練労働者や貧しい昔ながらの農夫も加わっていた。

## 宗教: 敬虔な共和党員対典礼派の民主党員
宗教による棲み分けははっきりしていた。北部のメソジスト、会衆派教会、長老派教会、スカンディナヴィア系のルーテル派など敬虔な新教徒は共和党と堅く結びついていた。対照的に典礼派集団、特にカトリック教会、監督派教会、ドイツ・ルーテル派の信徒は敬虔な道徳観、特に禁酒強制から守ってくれる党として民主党を見なしていた。両党は経済的階級構造の中に入っていたが、民主党はその下層からの支持が多かった。
文化的な問題、特に禁酒と外国語学校の問題は、宗教がはっきりと選挙区を分けていたので重要になった。北部では、有権者の約50％が敬虔なプロテスタントであり、政府は飲酒の様な社会的罪を減らさせるべきだと信じていた。典礼派教会には有権者の4分の1以上がおり、個人的な道徳の問題に政府が立ち入らないよう望んだ。大半の州では禁酒に関する議論や住民投票が数十年間にわたって、政治の熱い問題となり、遂に1918年にはアメリカ合衆国憲法で禁酒を規定する修正が成立した（1932年には撤廃された）。民主党は禁酒反対、共和党は禁酒賛成という構図だった。
| 19世紀後半、アメリカ合衆国北部の宗教による投票動向 | 19世紀後半、アメリカ合衆国北部の宗教による投票動向 | 19世紀後半、アメリカ合衆国北部の宗教による投票動向 |
| 宗教                                               | 民主党支持率                                       | 共和党支持率                                       |
| 移民                                               | 移民                                               | 移民                                               |
| -------------------------------------------------- | -------------------------------------------------- | -------------------------------------------------- |
| アイルランド系カトリック教徒                       | 80                                                 | 20                                                 |
| カトリック教徒全体                                 | 70                                                 | 30                                                 |
| ドイツ・ルーテル派信条主義                         | 65                                                 | 35                                                 |
| ドイツ改革派                                       | 60                                                 | 40                                                 |
| フランス系カナダ人のカトリック教徒                 | 50                                                 | 50                                                 |
| ドイツ・ルーテル派弱い信条主義                     | 45                                                 | 55                                                 |
| イギリス系カナダ人                                 | 40                                                 | 60                                                 |
| イギリス家系                                       | 35                                                 | 65                                                 |
| ドイツ・セクタリアン                               | 30                                                 | 70                                                 |
| ノルウェー・ルーテル派                             | 20                                                 | 80                                                 |
| スウェーデンルーテル派                             | 15                                                 | 85                                                 |
| ハウジアン・ノルウェー                             | 5                                                  | 95                                                 |
| アメリカ生まれ                                     |                                                    |                                                    |
| 北部                                               |                                                    |                                                    |
| クエーカー                                         | 5                                                  | 95                                                 |
| 自由意志バプテスト                                 | 20                                                 | 80                                                 |
| 福音主義                                           | 25                                                 | 75                                                 |
| メソジスト                                         | 25                                                 | 75                                                 |
| 通常のバプテスト                                   | 35                                                 | 65                                                 |
| 黒人                                               | 40                                                 | 60                                                 |
| 長老派教会                                         | 40                                                 | 60                                                 |
| 監督派教会                                         | 45                                                 | 55                                                 |
| 南部                                               |                                                    |                                                    |
| 規律派教会                                         | 50                                                 | 50                                                 |
| 長老派教会                                         | 70                                                 | 30                                                 |
| バプテスト                                         | 75                                                 | 25                                                 |
| メソジスト                                         | 90                                                 | 10                                                 |

Source: Paul Kleppner, The Third Electoral System 1853-1892 (1979) p. 182

## 1850年代の再編
1852年以降、ホイッグ党が破綻し、政治的な混乱状態となった。様々な禁酒運動や民族主義運動が現れ、特に秘密主義のノウ・ナッシング支部から出てきたアメリカ党があった。これは汚職を怖れる中産階級に訴えた道徳重視の党だった。特に到着するや否や犯罪、汚職、貧困およびボス制度をもたらすと考えられた新しいアイルランド系移民の多いカトリック教徒にその恐れがあると見なした。共和党がイデオロギーと能力でより影響を受け、1856年にはアメリカ党を超えた。1858年までに共和党は北部全州で多数派となり、1860年大統領選挙では選挙人票を支配した。

## イデオロギー
新しい党を推進するイデオロギーは、近代化と、奴隷制度という反近代的脅威に対する反対だった。1856年大統領選挙までに共和党は「自由土地、自由労働、フレモントと勝利」というスローガンで改革を推進していた。主たる論点は「奴隷権力」が連邦政府を支配しており、新しい領土で、さらには北部諸州でも奴隷制度を合法化しようとしている、ということだった。これを許せば裕福な奴隷所有者がどこにでも行って最良の土地を購入し、自由労働者の賃金を下げ、市民社会の基盤を破壊する恐れがあった。民主党はこの改革運動に反応して、1856年の選挙で共和党候補者のフレモントを選べば内乱が起こると警告した。当時民主党の著名指導者はイリノイ州選出アメリカ合衆国上院議員スティーブン・ダグラスであり、各州あるいは準州で民主的な方法を適用すれば奴隷制度問題を解決できると考えていた。1856年で当選したジェームズ・ブキャナン大統領がカンザス準州で奴隷制度を認めさせようとしたとき、ダグラスはブキャナンと袂を分かつことになり、この分裂が1860年大統領選挙で民主党が破滅する予兆となった。1860年、北部民主党はダグラスを大統領候補に選び、南部民主党はジョン・ブレッキンリッジを資産権と州の権利、すなわち奴隷制度を擁護する者として選んだ。南部では、元ホイッグ党員が急拵えの「立憲統一党」を結成し、民主主義、州の権利、資産あるいは自由に拠らず、憲法に基づいて国の統一を守ろうと訴えた。1860年の共和党は安全策を採り、自由の提唱者として知られる境界州の穏健派政治家を選び、著名な急進派を抑えた。エイブラハム・リンカーンは演説もせずに、党の機関が部隊を投票に向かわせるままにしていた。リンカーンの対抗馬3人はイデオロギー的に違いがありすぎただために不可能ではあろうが、彼等が共闘を選んだとしても、リンカーンの得票率40％で北部を制することができ、選挙人投票で当選するのに十分だった。

## 南北戦争
リンカーン大統領が戦争に勝利しただけでなく、反奴隷制度、自由土地、民主主義および民族主義の力を引き出し、合成させることで戦争を遂行したのは、リンカーンの類い希な精神を表すものである。アメリカ連合国は政党の全ての活動を放棄し、それによって政権を支持していた全国的組織の利点を失った。北部では共和党が全党一致で戦争遂行を支持し、士官を見つけ、兵士を徴募し、入隊時のボーナス、妻や未亡人への援助、軍需物資の調達、債権の購入、勝利には重要な熱狂を支えた。民主党はまず連邦のために戦争を支持し、1861年には多くの民主党政治家が軍隊の大佐や将軍に就任した。1862年9月にリンカーンが予告した奴隷解放は、奴隷権力の経済基盤を崩すことが主たる目的だった。奴隷解放宣言は当初、北部の多くの民主党員や中道派共和党員までも疎遠にした。彼等は劣っている人種と考えるもののために戦争を支援することを躊躇した。1862年の中間選挙で、民主党が躍進したが、共和党は統一党の支持で支配を続けた。戦場での成功（特にアトランタの陥落）が1864年の選挙では共和党の追い風になった。民主党は奴隷解放についての否定的な反応を勝機にしようとしたが、1864年には南部の意気が落ちていたために、この問題の影響は衰えていた。さらに共和党はカパーヘッドを裏切り者と告発することで、選挙を有利に導いた。北軍は次第に共和党支持を強めた。これは参戦した民主党員の大多数が帰還したときは共和党員になっていたからであり、その中でもジョン・ローガンやベン・バトラーが有名だった。

## 終戦後
南北戦争とレコンストラクションは両党を二極化させたが、1877年の妥協で政治的戦争は終わった。戦争の問題は四半世紀も続いた。共和党は（戦死した北軍兵士の）血染めのシャツを振り、民主党は南部における黒人の優位と北部の金権政治を警告した。1854年に党を設立した近代化共和党員は、解放奴隷の固定票に支えられたユリシーズ・グラントと退役軍人のあからさまな汚職を横目で見ていた。これに不満を抱いた党員が1872年にリベラル共和党を結成したが、グラントの再選で簡単に霧消しただけだった、1870年代半ばまでに、アメリカ連合国の民族主義が死に絶えたことが明らかとなり、最も熱心は共和党員（スタルワート）は、アフリカ系アメリカ人の解放奴隷、スキャラワグおよびカーペットバッガーの南部共和党連衡が、助けようも望みもないことに合意していた。1874年は経済不況が主たる問題になっており、民主党が連邦議会の絶対的多数を獲得した。国民は共和党がいつまで軍隊を使って南部を支配できるか疑問に感じ始めた。

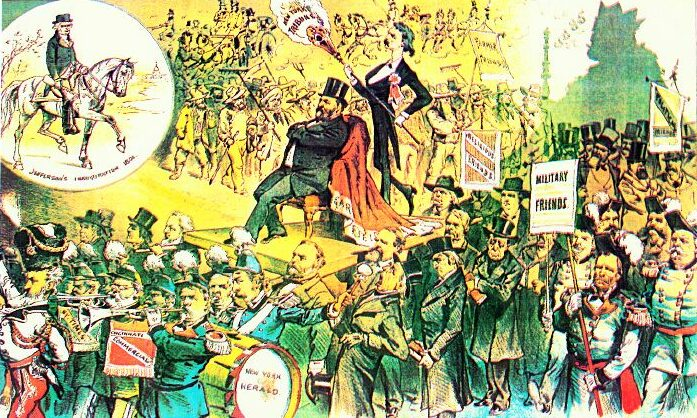
1881年の政治漫画、ジェファーソン（上右）の共和制の単純さに比較して、ガーフィールドの就任の帝国主義的華麗さを攻撃している

1876年の選挙では選挙結果の集計について様々な議論を呼んだ後にラザフォード・ヘイズが大統領に当選し、南部政界の腐敗が大統領そのものの正当性を脅かしていることを示した。1877年にヘイズが南部最後の連邦軍を撤収させると、南部の共和党は忘却の彼方に沈み、連邦政府の互恵関係のかけらでのみ生き残ることになった。

## 頂点と崩壊、1890年-1896年
1880年代後半に新たな問題が持ち上がった。1888年の大統領選挙では、グロバー・クリーブランドとブルボン民主党が「歳入のためのみ」という低い関税をスローガンにして訴えたが、1890年の共和党多数の議会は高率関税と高支出を議会で通した。州のレベルでは道徳的敬虔主義者が禁酒法を強力に推進し、ある州ではドイツ系移民のための外国語学校の排除に動いた。1890年、ウィスコンシン州のベネット法では、民族文化の闘争を生んで民主党が勝利した。南北戦争後に入ってきた大量の移民は民族と宗教で党派が別れた。多くのドイツ系移民が民主党支持に動いて、民主党は1892年の選挙で多数派となることができた。ドイツ系移民の票が浮き沈みしたことや、突然人民党が興隆したことでもわかるように、党に対する忠誠心は弱くなり始めていた。軍隊式の選挙運動は、浮動票に重点を移した「教育の選挙運動」で補われる必要があった。
クリーブランド大統領の2期目（1893年-1897年）は大きな不況である1893年恐慌で破滅した。これは南部と西部で緩やかな連衡を図った人民党 (Populists)の訴えも効果を無くした。1894年中間選挙における共和党の大勝で、メイソン＝ディクソン線より北では民主党勢力がほとんど消えた。1896年大統領選挙では、ウィリアム・ジェニングス・ブライアンと急進的な銀本位制推進者が民主党を支配し、自党のクリーブランド大統領を非難し、ジェファーソンの農本主義に戻ることを要求した。ブライアンはその「金の十字架演説」で、大企業や悪徳銀行家および金本位制の餌食になっている労働者や農夫について語った。ブライアンは中西部中で1日5回なし35回の演説をこなし、世論調査では、その運動が重要な中西部におけるリードを固めていることを示していた。共和党候補者のウィリアム・マッキンリーとその参謀マーク・ハンナはその事態を把握し、その反撃は新しい広告技術を贅沢に使って教育の選挙運動を行うことだった。マッキンリーは、ブライアンの金銀複本位制（金と銀の両方を本位貨幣とする）が経済をぶち壊し、全ての人民を貧乏にすることで平等を達成するものだと警告した。マッキンリーは健全な資金と事業の信用、および製造業の豊富な高給取り職業に基づく強い経済成長を通じた繁栄を約束した。農夫は農作物を豊かな国内市場に売ることで恩恵を受けるものとされた。人種、民族および宗教のどの集団も繁栄することになり、政府は1つの集団が他方を攻撃するために使われることは無いものとされた。特にマッキンリーは、一方でブライアンのインフレで、他方では禁酒法で警告されていたドイツ系アメリカ人を安心させた。
結果としてマッキンリーが大勝したことは、都市と農場、北東部と中西部、事業家と工場労働者を組み合わせることになった。マッキンリーが人口5万人以上の大都市ほとんど全てを制したのに対し、ブライアンは南部と山岳部の田園部を制しただけだった。マッキンリーの勝利は1900年の地滑り的勝利で再確認され、20世紀アメリカ合衆国の中心イデオロギーの1つ、すなわち多元主義となった。

## 1896年の選挙運動の変化
ウィリアム・ジェニングス・ブライアンは100日の間に500回以上の演説会を開くという疲れを知らぬ選挙運動で、1896年大統領選挙に関する新聞の見出しを支配した。ほとんどの新聞は彼の敵だったが、その演説が一面を飾っている限り、論説記事が何を言おうと問題では無かった。選挙の資金手当も急激に変化した。第二政党制の時代から第三政党制に入っても、選挙資金は互恵主義によって党が手配していた。公務員改革によってその手当て法が弱まり、全く新しい外部からの資金源が重要になった。マーク・ハンナは神経質になっている事業家や財務家に体系的に話しかけて、選挙に勝てる計画があること、そうすればその費用の持ち分に合わせて請求書を送ることを納得させた。ハンナは、演説士、小冊子、ポスターおよび集会のために3か月で350万ドルを遣い、ブライアンが当選した場合の運命と無政府状態について警告し、マッキンリーであれば繁栄と多元主義を提供できると訴えた。有権者は以前よりも気軽に支持党を変えるようになり、党に対する忠誠心はさらに弱くなった。自分が「独立系」であることを宣言するのも尊敬される状態になった。

## 第3政党
19世紀を通じて、禁酒党、グリーンバック党および人民党などの第3政党が、広がっていた既成政党に対する反感を集め、党派抗争よりも公共の善のために政治が行われるべきだという信念を広げた。この立場は政治イデオロギーよりも社会経験に多く基づいていたので、無党派活動は一般に地方政治レベルで有効だった。しかし、第3政党の候補者が政治の主流で自己の立場を主張しようとすると、主要政党の指導者と同盟することで、反政党の運動基盤を裏切ることになった。彼等の生んだ同盟や派閥主義が無党派支持者を落胆させ、19世紀の終わりまでに第3政党の動きを弱らせることになった。多くの改革者や無党派活動家はその後共和党を支持するようになった。これは共和党が奴隷制度反対や禁酒など、彼等にとって重要な問題を取り上げると約束したからだった。

## 第四政党制、1896年-1932年
1900年にも繰り返された共和党の圧倒的勝利は事業の信頼感を回復させ、繁栄の30年間を始めさせた。この期間の共和党は信頼を勝ち取り、第三政党制時代の問題と人物を一掃させた。1896年から1932年の時代は第四政党制と呼ぶことが可能である。有権者集団の大半は支持政党を変えなかったが、自身を再編する者もいた。その結果、工業の発達した北東部は共和党の強い地盤になったが、進歩主義の時代には新しい考え方と政治の新しい綱領を課することも明らかだった。
選挙の資金集めに新しいルールが適用されたことに警告を受けた進歩主義者は、党のボスと実業界の腐敗した結びつきに調査と暴露（マクレイカーと呼ばれた）を始めた。新法と憲法の修正によって予備選挙を導入し、上院議員も選挙で直接選ばれるようにしたことで、当ボスの力を弱めた。ウィリアム・タフトが関税と保護問題に関して事業家寄りの保守派とあまりに馴れ合いとなった時に、セオドア・ルーズベルトはその旧友および党と袂を分かった。ルーズベルトは1912年の共和党指名大会でタフトに敗れた後、新しく「ブルムース」進歩党を起こし、自ら第3政党候補者として出馬した。選挙の結果、一般選挙でも選挙人選挙でもタフトを上回ったが（タフトは2州を獲得しただけだった）、共和党が割れたために民主党のウッドロウ・ウィルソンが当選し、事業家寄りの保守派が共和党の支配勢力になった。

### Primary sources
- Silbey, Joel H., ed. The American party battle: election campaign pamphlets, 1828-1876 (2 vol 1999) vol 1 online; online edition vol 2